# Ходорі
Тигреня Ходорі́ (кор. 호돌이) — офіційний талісман Літніх Олімпійських ігор 1988 у Сеулі, Південна Корея. Талісманом цих Ігор було обрано амурського тигра із корейських легенд, якого стилізував корейський футболіст Кім Хьон.
Ходорі символізував доброзичливість та дружелюбність корейців; їх гостинність і віковічні традиції. Саме ім'я талісмана вибирав весь світ — було надіслано 2295 надісланих пропозицій. «Ходорі» є поєднанням корейських слів «тигр» і «хлопчик» («хо» — скорочено від «horangi» кор. 호랑이; «dori» — зменшене від «хлопчик»)
Також був розроблений талісман тигриці на ім'я Хосуні (Hosuni), але він майже не використувався.